# 싱글 스케이팅

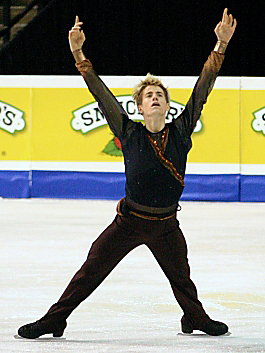
남자 싱글 종목에서 스프레드 이글을 수행하는 선수

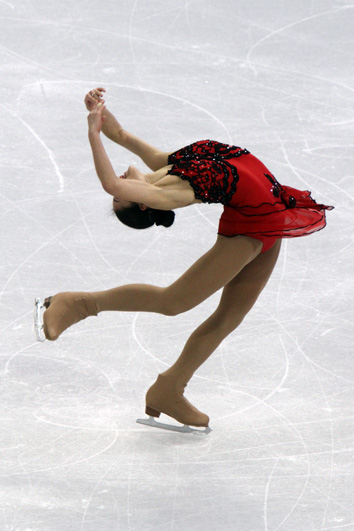
여자 싱글 종목에서 캐치풋 스핀을 수행하는 미라이 나가수

싱글 스케이팅(영어: Single skating)은 피겨 스케이팅 경기 중 하나로, 남자 싱글과 여자 싱글이 있다. 남자와 여자 모두 쇼트 프로그램과 프리 스케이팅을 한다. 대회에서는 쇼트 프로그램에서 일정 순위에 들어간 사람만 프리 스케이팅을 할 수 있다. 싱글 스케이팅 선수는 대회의 일종으로 필드 동작에서 점프, 스핀, 스텝 시퀀스, 스파이럴 및 기타 동작을 실시한다.